# Raión de Novopskov
Raión de Novopskov (en ucraniano: Новопсковський район) es un antiguo raión o distrito de Ucrania en el óblast de Lugansk. La capital fue la ciudad de Novopskov.
Comprende una superficie de 1623 km².

## Demografía
Según estimación 2010 contaba con una población total de 37310 habitantes.

## Otros datos
El código KOATUU es 	4423300000. El código postal 92300 y el prefijo telefónico +380 6463.